# 石井子彭
石井 子彭（いしい しほう）は江戸時代中後期の儒学者。上野館林藩松平武元右筆、道学館教授。『続三王外記』『東都歳時記』を著した。

## 経歴

### 江戸
元文3年（1738年）6月江戸北嶼に服部正之の末男として生まれた。3歳で父を喪い人に預けられ、館林藩士石井高富の養子となった。少年時より藩主松平武元の寵愛を受け、右筆として武元の老中職を補佐した。明和3年（1766年）の大火では財産を顧みず、自著のみを携えて避難した。安永以来岡田寒泉と親交があった。
大内熊耳に古学を学ぶも、時流に従い朱子学に転じ、闇斎学派服部栗斎に接近した。天明6年（1786年）栗斎の紹介で頼春水と知り合い、その帰郷後、代わって江戸に来訪した頼杏坪と交際した。この他、木内石亭、大田南畝・安達清河・熊坂台州・稲葉黙斎等と交流があった。

### 館林
館林に帰郷し、藩校道学館教授兼侍読を務めた。記録方でも繰出し帳作成に従事し、休憩中は同僚が喫煙する間も歌書・稗史類を抜書し、「これが私の煙草だ。」と公言した。
寛政13年（1801年）2月松平武寛長女蓮乗院、享和3年（1803年）2月武元側室貞林院、文化元年（1804年）6月家老松倉惟水、文化2年（1805年）8月武寛正室光寿院、文化4年（1807年）9月藩士平石直右衛門敬勝の墓誌を記した。
文化9年（1812年）8月29日館林字裏宿内伴木通北通（後の清水屋裏）の自邸で死去し、当郷村善長寺観音堂北墓地に葬られた。法号は長寿院徳巖全尭居士。

## 著作
- 『続三王外記』[16] - 寛政初年成立[17]。主君武元が仕えた徳川吉宗・家重・家治の3代について、職務上知り得た情報を基に太宰春台著『三王外記』の誤謬を正し[18]、田安宗武の蟄居、御三卿の創設、松平乗邑の失脚等について内情を語る[19]。幕府を憚り[20]「東武野史若無子」と署名している[6]。
- 『五王制略』 - 幕府の制度について記す[17]。
- 『東都歳時記』 - 『荊楚歳時記』に倣い江戸の風俗を記す。頼春水校正[21]。『民間風俗年中行事』[22]、『続日本随筆大成』別巻11収録。
- 『望海亭詩集』[9]
- 『甲府支族松平家記録』 - 寛政12年（1800年）閏4月撰[23]。
- 『三世大超公御年譜』 - 松平武元年譜[24]。
- 『四世大隆公御年譜』 - 松平武寛年譜[24]。

## 家族
- 実父：服部正之 – 朝士[3]。
- 実母：近藤氏[3]
- 養父：石井高富 – 館林藩士[3]。
- 先妻：石野氏 – 出産した年の冬に死去[3]。
  - 長男 – 夭折[3]。
- 後妻：古山氏[3]
  - 次男：石井芚（天明4年（1784年） - 天保12年12月10日（1842年1月21日））[2]
字は愚卿、号は酔石・狸谷[7]。通称は条右衛門か[5]。歴史・書道に通じ、館林藩右筆となり、『酔石街談録』を著した[7]。天保7年（1836年）松平斉厚の浜田藩転封に従い石見国浜田に渡った[25]。
  - 三男：石井粲 – 通称は繁之助、号は一等院。21歳で死去[26]。
  - 四男：石井棠[26]
  - 娘 – 御供氏妻[3]
  - 娘 – 小林氏妻[3]

定紋は剣片喰・矢源氏車。